# بهاء الدين سام الثالث
بهاء الدين سام الثالث (بالفارسية: بهاء الدین سام)، كان سلطان سلالة الغوريين من 1212 إلى 1213. كان ابن غياث الدين محمود وخليفته.

## سيرته
بهاء الدين سام الثالث هو ابن غياث الدين محمود الذي اغتيل عام 1212. بعد اغتيال غياث الدين، تولى بهاء الدين سام الثالث عرش الغوريين. بعد عام واحد، تم نقله من قبل شهاهات خوارزم إلى خوارزم. ثم خلفه قريبه علاء الدين أتسيس.